# Halistemma striata
Halistemma striata is een hydroïdpoliep uit de familie Agalmatidae. De poliep komt uit het geslacht Halistemma. Halistemma striata werd in 1965 voor het eerst wetenschappelijk beschreven door Totton. 